# بلیتساکی
بلیتساکی (انگلیسی: Belitsaky) یک شهرک در ماداگاسکار است.